# Красное Знамя (Тверская область)
Кра́сное Зна́мя (карел. Karačina) — посёлок в Спировском районе Тверской области России. Административный центр Краснознаменского сельского поселения.

## География
Расположен в 12 км к востоку от районного центра Спирово.

## История
Возник в 1851 году при стекольном заводе Н. Е. Карачинского, на территории Песчаницкой волости Вышневолоцкого уезда, в 6 км от села Матвеево. В статистическом сборнике 1886 года значится Стекольный завод при Чёрном ручье с населением 169 человек. Другие названия посёлка — Карачинский завод, Карачи (по имени владельца).
В 1917 году завод национализирован, а в 1925 году завод и посёлок получили название Красное Знамя. В посёлке построены школа, клуб, баня.
С началом Великой Отечественной войны около 200 работников ушли на фронт. Летом — осенью 1941 года оборудование эвакуировано на Урал. В 1946 производство восстановлено. В 1971 завод реконструирован, оснащен высокопроизводительным оборудованием чехословацкого производства, выпускал бутылки для разлива растительных масел. Входил в состав ПО «Тверьстекло».
В 1997 году в посёлке 370 хозяйств, 777 жителей; администрация сельского округа, средняя школа, ДК, библиотека, медпункт, отделение связи, магазин.
В 2007 году ЗАО «Стекольный завод „Красное Знамя“» прекратило свою деятельность. В 2011 году имущественный комплекс бывшего завода продавался за 40 млн рублей.

## Население
| 2002 | 2010 |
| ---- | ---- |
| 636  | ↘537 |